# ФК Вестманаеја
Спортски клуб Вестманаеја (исл. Íþróttabandalag Vestmannaeyja или краће ИБВ) је исландски спорски клуб из Вестманаејара на острву јужно од Исланда. Иако постоје и мушки и женски клубови у самом спортском друштву, најпознатији је фудбалски клуб.

## Успеси клуба (у фудбалу)
- Прва лига Исланда: 3
  - 1979, 1997, 1998

- Куп Исланда: 5
  - 1968, 1972, 1981, 1998, 2017